# بين وتيلر
بين وتيلر، بين جيليت وتيلر، هم سحرة وفنانون ومشككون علميون أمريكيون يقدمون عروضهم معًا منذ أواخر السبعينيات. لقد اشتهروا بعملهم المستمر الذي يجمع بين عناصر الكوميديا والسحر.
وقد ظهر الثنائي في العديد من البرامج المسرحية والتلفزيونية مثل بين وتيلر: خداعنا ويؤديان حاليًا في لاس فيغاس في ذا ريو، وهو أطول العناوين الرئيسية للعرض في نفس الفندق في تاريخ لاس فيغاس. يعمل بين جيليت كخطيب ومتحدث. لا يتحدث تيلر بشكل عام أثناء الأداء، وبدلاً من ذلك يتواصل من خلال التمثيل الصامت وغير اللفظي، على الرغم من إمكانية سماع صوته أحيانًا أثناء العروض الحية وظهورهم التلفزيوني. إلى جانب السحر، أصبحا مرتبطين بالدعوة إلى الشك العلمي والتحررية، خاصة من خلال برنامجهما التلفزيوني بين وتيلر: هراء!